# アハタ・バス
『アハタ・バス』（蘭: Agatha Bas、英: Agatha Bas）は、オランダ絵画黄金時代の巨匠レンブラント・ファン・レインがキャンバス上に油彩で制作した肖像画である。1641年に彼女の夫『ニコラース・ファン・バンべーク』 (ベルギー王立美術館、ブリュッセル) の肖像とともに描かれた。「Rembrandt f. / 1641」という画家の署名と制作年が「AE 29」というモデルの年齢とともに記されている。夫妻の肖像画は1814年にロンドンで売却された時に別々の所有者に手に渡り、本作は1819年にロイヤル・コレクションに入った。1841年以来、ロンドンのバッキンガム宮殿に所蔵されている。ロイヤル・コレクション中の最も美しい肖像画の1つであると評されている作品である。

## 作品

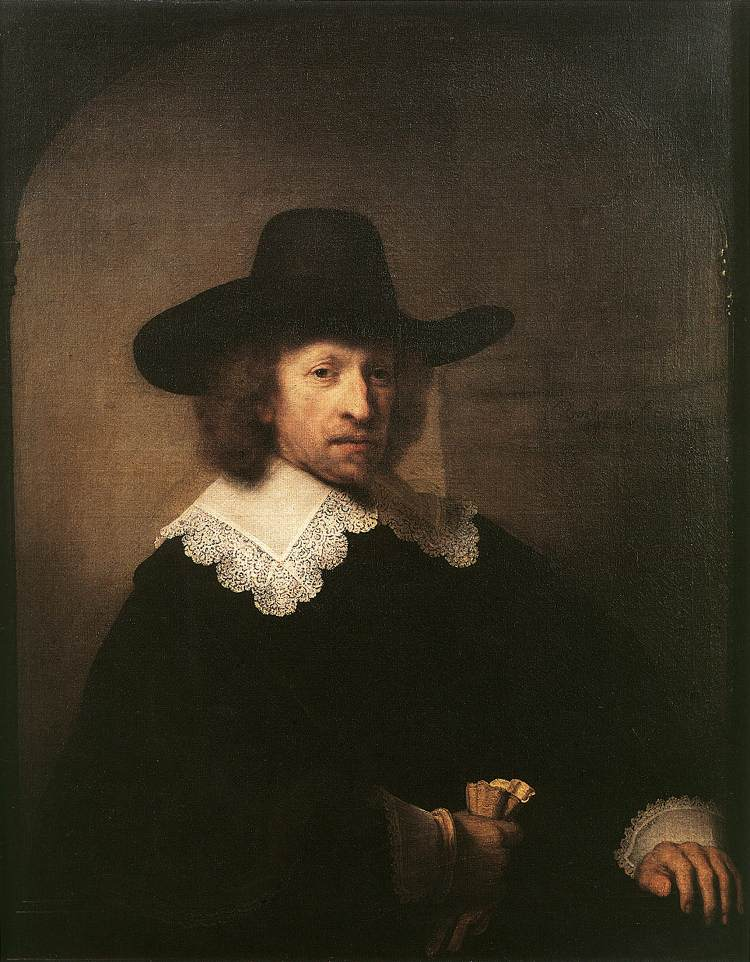
レンブラント『ニコラース・ファン・バンベーク』 (1641年)、ベルギー王立美術館、ブリュッセル

アハタ・バス (1611-1658年) はアムステルダムの上流家庭出身であった。彼女の父はオランダ東インド会社の理事であったが、アムステルダムの市長も何度か務めたことがあった。彼女は27歳の時に、フランドル移民の成功した布地商ニコラース・ファン・バンベーク (Nicholas van Bambeeck, 1596-1661年) と結婚した。レンブラントはおそらく、夫妻の肖像画を制作する以前からバンベークをしばらく知っていたと思われる。夫妻は、レンブラント自身が1631年から住んでいたシント・アントニースブレー通り (Sint Anthoniesbreestraat) に居住していたのである。
レンブラントは、本作で絵画における新しい構図的手法を導入している。アガタは描かれた黒檀のアーチ型開口部から鑑賞者の世界に踏み出してくるような印象を与えるため、画面内の世界と現実世界の境界が曖昧になっている。彼女と直に接触しているという感覚は、彼女の左手が開口部の縁の上に置かれているという衝撃的な仕草、扇子の一部が開口部の縁を超えて鑑賞者の空間に入り込んでいるということに起因する。しかし、早い時期にキャンバスの上辺と左右両辺が切断されたことにより、このトロンプルイユ的な効果はかなり損なわれている。

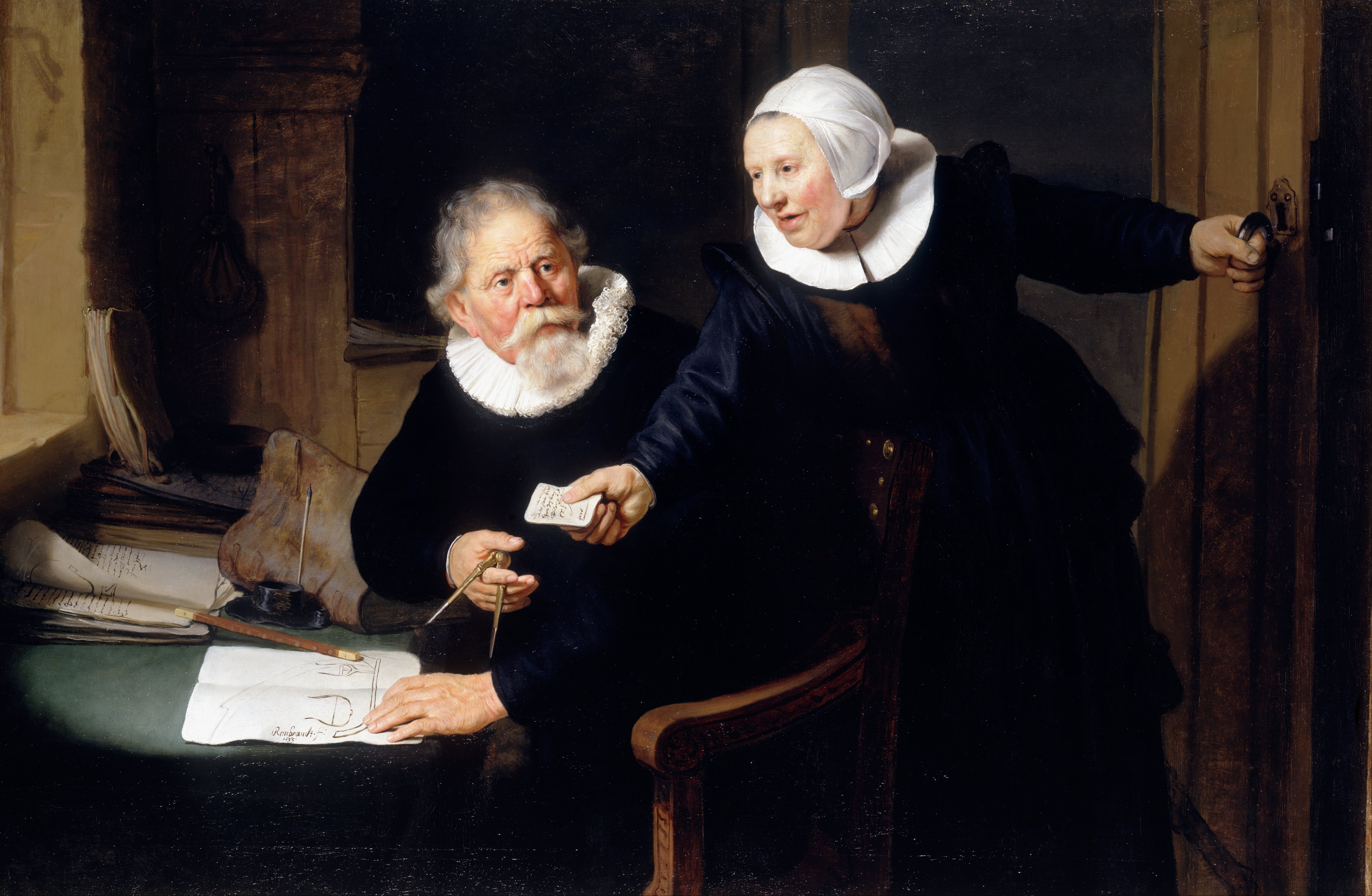
レンブラント『船大工とその妻』 (1633年)、バッキンガム宮殿 (ロイヤル・コレクション)

アガタのポーズは、17世紀の肖像画としては例外的なほど直截的なものである。彼女は、対作品の肖像画に表されている夫バンベークの方を見ずに正面を向いている。レンブラントのより慣習的な肖像画『船大工とその妻』 (バッキンガム宮殿、ロイヤル・コレクション) において、光の方向に向けられた妻の顔が均一に照らされているのと比べると、アハタの目鼻立ちは凹凸がよりくっきりと描かれている。
画面における仕上げの違いは特に衝撃的である。たとえば、彼女の髪の生え際の細い髪は、絵筆の先で絵具に曲線を描くことで表されている。一方で、アガサの肌と目は、驚くほど微妙で繊細に表現されている。衣装の洗練された絵画的な描写も注目される。レンブラントはレースの襟や袖口の緑のラインを強調しつつ、思慮に富んだ陰影と色彩、布の質感の描きわけを通して衣服の重なりを巧みに描き出している。乾いた絵筆で波形の輪郭を施された白いブラウスは、スリットのある黒い上着の下で膨らみを見せる。優雅な胴着の縁はその下に重なる刺繍のドレスに影を投じ、込み入った結び目、バラの花飾り、宝飾品の微妙な盛り上がりは絵具の厚みで表現されている。腕輪の影は意表を突く赤で、これが光り輝く真珠の下にある肌の印象を高めている。こうした豪奢な衣服はアハタが名門バス家の出身であることにふさわしいだけでなく、裕福な布地商の妻であることも想起させる。